# Бурцева, Людмила Георгиевна
Людми́ла Гео́ргиевна Бу́рцева (род. 25 октября 1954, Ростов-на-Дону) — русская поэтесса, член Союза российских писателей (2005).

## Жизнь и творчество
Людмила Георгиевна родилась 25 октября 1954 года в Ростове-на-Дону. Папа, Георгий Петрович Зайко, работал сварщиком, а мама, Евгения Михайловна, диспетчером техотдела. В 1971 году окончила ростовскую школу № 80. Поступила в Ростовское культпросветучилище на библиотечное отделение, которое окончила в 1974 году. В 1972—1976 годах работала в областной научной библиотеке им. К. Маркса. С 1980 года — в Ростовском региональном отделении Российского общества автомобилистов.
Людмила Бурцева пишет стихи с детства. Несколько стихотворений было напечатано в областной газете «Комсомолец» в 1980-е годы. Первая значительная публикация — подборка стихов в альманахе «Южная звезда» (1997) вышла под псевдонимом Людмила Барон.
Первая книга стихов — «Навстречу себе» — вышла в 2001 году. В 2003 году — сборник «Профиль времени». В конце 2004 года третья книга — «Линия судьбы». В каждой из них были только новые стихи.
За это же время вышли в 2004 году большие подборки стихов в литературно-художественном журнале «Ковчег» (№ 5) и газете «Культура Дона». В 2005 году дебютировала как переводчик — в шестом номере журнала «Ковчег» вышли переводы стихов осетинского поэта Чермена Айдарова, сделанные по просьбе редакции.
С 2005 года поэтические подборки и стихотворные переводы Людмилы Бурцевой регулярно публиковались в журнале «Ковчег», газете «Культура Дона».
В 2005 году Л. Г. Бурцева была принята в Союз российских писателей как поэт.
Для творчества Людмилы Бурцевой характерны порывистость, страстность, самобытность, тонкий лиризм с элементами самоиронии. В своих произведениях поэтесса приоткрывает читателю свой внутренний мир, предлагая вместе с автором взглянуть на окружающую реальность глазами художника.
Людмила Георгиевна Бурцева живёт в Ростове-на-Дону.

## Произведения Бурцевой
Отдельные издания
- Навстречу себе. Стихи. — Ростов-на-Дону МП «КНИГА», 2001.
- Профиль времени. Стихи. — Ростов-на-Дону, «Новая книга», 2003.
- Линия судьбы. Стихи. — Ростов-на-Дону, ООО «Донской издательский дом», 2004.
- Когда я была китайцем. Стихи. — (в серии «32 полосы») — Таганрог: изд-во «Нюанс», 2010.